# مییستسه اودژانگسکیه
مییستسه اودژانگسکیه (به لاتین: Miejsce Odrzańskie) یک روستای کوچک در جنوب لهستان است که در گمینا چیسک در نزدیکی مرز جمهوری چک واقع شده‌ است. مییستسه اودژانگسکیه ۳۲۸ نفر جمعیت دارد.
ساختار جمعيتي در March 31, 2011 [1] [2] :
|     | In general | Good working age | Working age | Post-working age |
| --- | ---------- | ---------------- | ----------- | ---------------- |
| مرد | 151        | 30               | 96          | 25               |
| زن  | 161        | 33               | 73          | 55               |
| جمع | 312        | 63               | 169         | 80               |